# Signildskrubba
Signildskrubba är en kulle i Åland (Finland). Den ligger i den norra delen av landskapet, 30 km norr om huvudstaden Mariehamn. Toppen på Signildskrubba är 5 meter över havet. Signildskrubba ligger på ön Fasta Åland. Den ingår i Getabergen.
Terrängen runt Signildskrubba är platt. Havet är nära Signildskrubba åt nordost. Runt Signildskrubba är det glesbefolkat, med 16 invånare per kvadratkilometer.. Närmaste större samhälle är Finström, 15,3 km söder om Signildskrubba. 
I omgivningarna runt Signildskrubba växer i huvudsak barrskog.